# いつだって僕らは
「いつだって僕らは」（いつだってぼくらは）は、いきものがかりの楽曲。自身の22作目のシングルとして、エピックレコードジャパンからCDシングル・デジタル・ダウンロードで2012年1月18日に発売された。

## 解説
5thアルバム『NEWTRAL』からの先行シングルとして前作「歩いていこう」から約2ヶ月ぶりの発売となる2012年第1弾シングル。初回仕様限定盤には特典として「いきものカード027」が付属している。
シングルA面曲の作詞・作曲は普段カップリング曲やアルバム収録曲を手がけている山下が初めて担当している。また、ジャケットにメンバーが登場するのは、ノスタルジア以来5作ぶりで、赤い立方体は「四角」と「資格」を掛けた駄洒落となっている。

## 収録曲
1. いつだって僕らは （4:26）
  - 作詞・作曲：山下穂尊 / 編曲：田中ユウスケ、近藤隆史 / 弦編曲：岡村美央

ユーキャン2012年度キャンペーンCMソング。
いきものがかりは同CMの「オープニング編」（2012年1月1日 - 3日までの3日間限定放映）に出演しており[3]、いきものがかりがCMに出演するのは「じょいふる」が使用された江崎グリコ「ポッキー」のCM以来約2年ぶりとなる。
山下は「何かに挑戦していくような表現ができればいい思って書いたが2コーラス目がまったく浮かばなかった」とのことで、2コーラス目はレコーディングの最中に書いたと語っている[4]。
PVは鏡の反射光や影を使用してさまざま動物などが描かれているものとなっており、実際の影を使ったものとCG合成したものが存在する。
2. 赤いかさ （4:56）
  - 作詞・作曲：水野良樹 / 編曲：西川進

インディーズ2ndアルバム『七色こんにゃく』収録曲のリアレンジ版で、高校時代に制作されたいきものがかり最古のオリジナルソングのひとつである[5]。
同アルバムからメジャー作品に収録されるのはこの曲が初めてで、インディーズアルバム収録曲のリアレンジ版がカップリング曲になるのも今回が初となる。また、水野が制作した楽曲がカップリング曲となるのは「Happy Smile Again」以来2度目となっている。
3. いつだって僕らは -instrumental-
4. 赤いかさ -instrumental-
前作に引き続きカップリング曲のインストゥルメンタル・バージョンが収録されている。

## 収録アルバム
- NEWTRAL（#1）
- 超いきものばかり〜てんねん記念メンバーズBESTセレクション〜（#1）
- 超いきものばかり〜てんねん記念メンバーズBESTセレクション〜（#2、初回盤のみ）